# Silene frivaldskyana
Silene frivaldskyana là loài thực vật có hoa thuộc họ Cẩm chướng. Loài này được Hampe miêu tả khoa học đầu tiên năm 1837.